# Pogonatum angolense
Pogonatum angolense là một loài Rêu trong họ Polytrichaceae. Loài này được (Welw. & Duby) A. Jaeger miêu tả khoa học đầu tiên năm 1875.